# Spartaco Dini
Spartaco Dini (Greve in Chianti, 25 agosto 1943 – Roma, 16 gennaio 2019) è stato un pilota automobilistico italiano, vincitore del campionato ETCC nella divisione 2 a bordo di una Alfa Romeo Giulia GTA 1600.
Nel 1976 vinse nuovamente su Alfa Romeo Alfetta GTV la divisione 2 del campionato ETCC.